# Sainte-Geneviève (Montréal)
Pour les articles homonymes, voir Sainte-Geneviève.
Sainte-Geneviève est un quartier et un ancien village de l'ouest de l'île de Montréal. Rattachée à la ville de Montréal depuis le 1er janvier 2002, Sainte-Geneviève forme avec L'Île-Bizard l’arrondissement montréalais de L'Île-Bizard–Sainte-Geneviève depuis le 1er janvier 2006. Elle est nommée en l'honneur de sainte Geneviève.

## Histoire

### Fondation
Antoine Faucon, père de Saint-Sulpice, participe à la construction de la première église de l'histoire du village.  Pour être reconnu paroisse, le village doit recevoir deux reconnaissances : la canonique et la civile. Celles-ci lui sont données en 1834 et 1843. Une autre proclamation, celle du 9 juin 1859, crée la municipalité du village de Sainte-Geneviève. Cent ans plus tard, soit en 1959, celle-ci reçoit le nom de Ville Sainte-Geneviève.

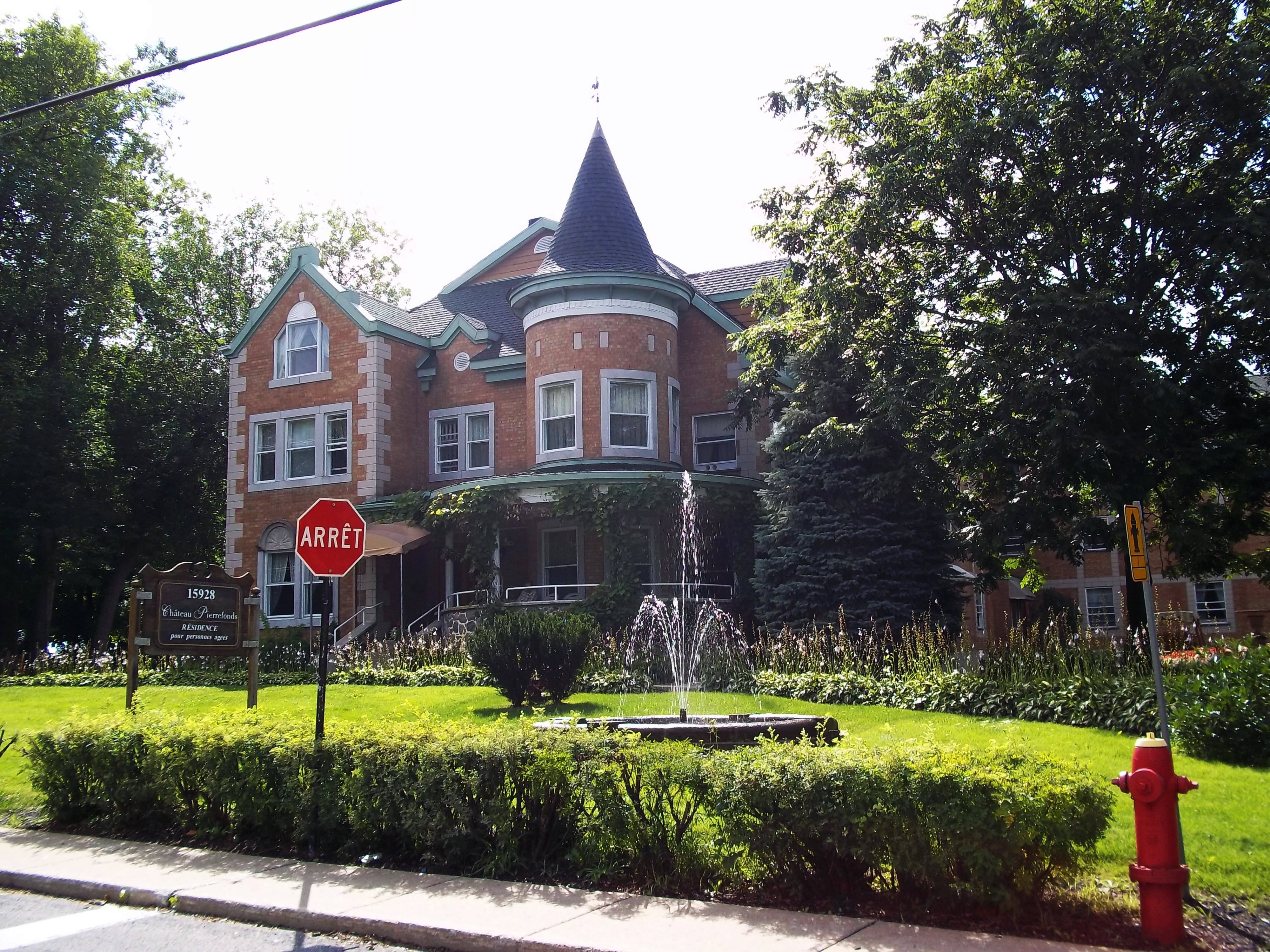
Le château Pierrefonds.

### Scissions et fusions
La ville de Sainte-Geneviève englobait lors de sa fondation au XVIIIe siècle le territoire des villes de Roxboro, de Dollard-Des Ormeaux et de Pierrefonds. En 1904, après plusieurs divisions successives, la ville de Sainte-Geneviève est séparée en deux nouveaux villages : Sainte-Geneviève et Sainte-Geneviève-de-Pierrefonds. 
Au cœur du conflit ayant mené à la séparation du village se trouvait le célèbre notaire Joseph-Adolphe Chauret, qui, en 1902, fait construire une résidence seigneuriale lui rappelant un peu son passage dans la commune de Pierrefonds en France, dans le département de l'Oise. Il baptise sa maison couverte de chaume le « Château Pierrefonds ». Curieusement, en 1935, les deux villages de Sainte-Geneviève et Sainte-Geneviève-de-Pierrefonds sont de nouveau fusionnés et redeviennent pour un temps le village de Sainte-Geneviève. Le nom de Pierrefonds disparut alors jusqu’à sa réapparition en 1958, date de fondation de Pierrefonds.

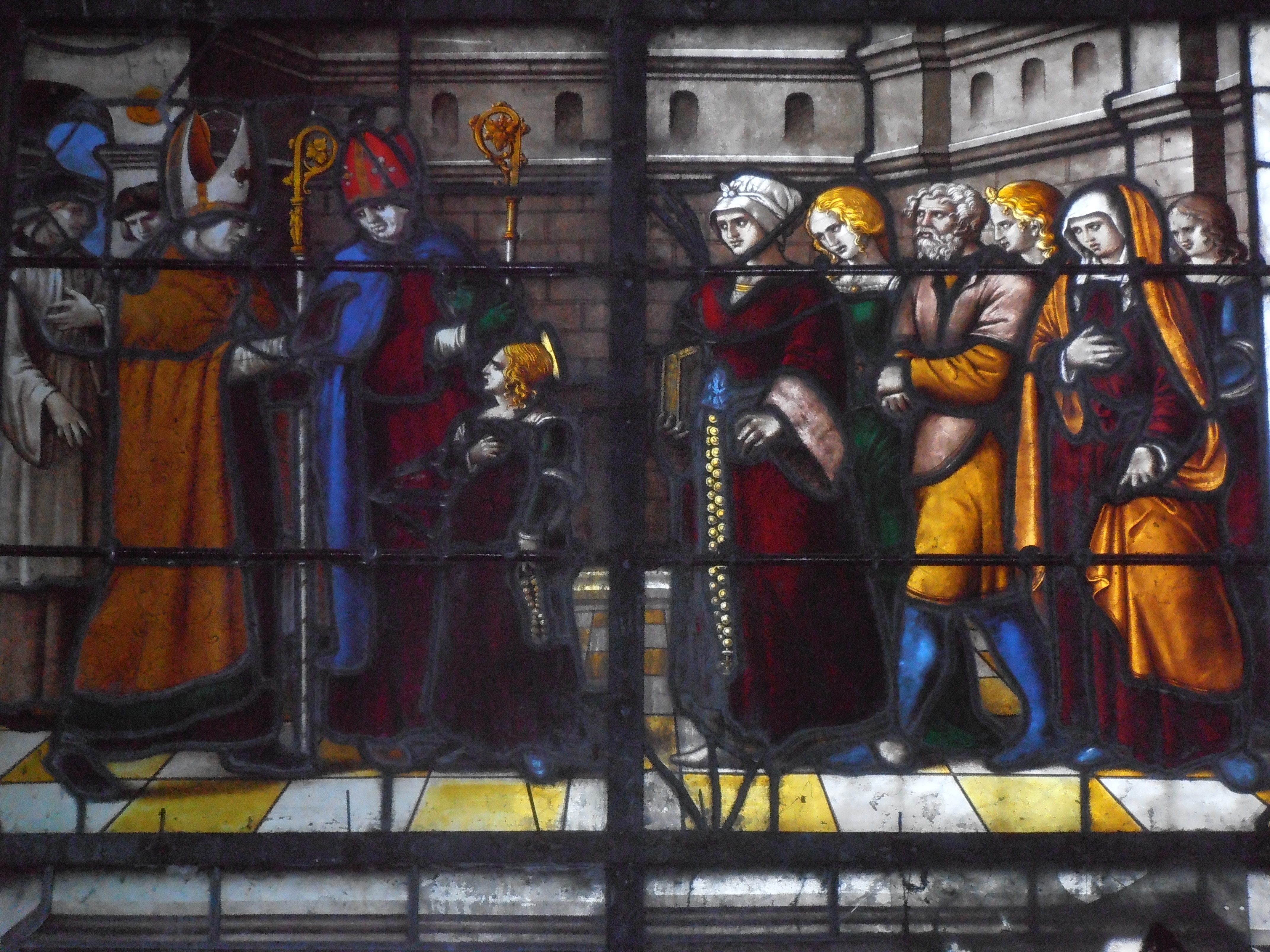
Vitrail de l'époque de la Renaissance représentant sainte Geneviève, patronne de la ville (il se trouve à Saint-Julien en France).

### Réorganisation des municipalités de 2002
Dans le cadre des réorganisations municipales québécoises orchestrées par le gouvernement provincial, Sainte-Geneviève est regroupée au sein de la nouvelle ville de Montréal le 1er janvier 2002 et son territoire inclus dans celui du nouvel arrondissement L'Île-Bizard–Sainte-Geneviève–Sainte-Anne-de-Bellevue avec le territoire des villes de L'Île-Bizard et de Sainte-Anne-de-Bellevue.
En 2004, lors d'un référendum organisé par un nouveau gouvernement récemment élu, les citoyens de Sainte-Geneviève votent dans une proportion de 66 % pour la reconstitution de leur municipalité en entité autonome, mais avec un taux de participation insuffisant pour que le résultat soit contraignant. Un résultat similaire est observé à L'Île-Bizard, alors qu'à Sainte-Anne-de-Bellevue, les résultats du référendum commandent une reconstitution de la municipalité qui sera effective le 1er janvier 2006. À partir de cette date, Sainte-Geneviève et L'Île-Bizard forment l'arrondissement de L'Île-Bizard–Sainte-Geneviève.

## Géographie
Le village de Sainte-Geneviève est situé sur l'île de Montréal, au nord-ouest de la ville, il sert de point d'accès à l'Île Bizard. Elle est accessible depuis l'autoroute Félix-Leclerc (A-40) jusqu'au boulevard Saint-Charles vers le nord puis jusqu'au boulevard Gouin. La promenade sur le boulevard Gouin est renommée et de nombreux artisans et antiquaires y font commerce.

## Démographie
Le tableau suivant fait état de l'évolution du nombre d'habitants de la ville de Sainte-Geneviève alors qu'elle constituait une municipalité. La ville constituait également un foyer francophone dans l'Ouest de l'île montréalais, secteur particulièrement anglophone.
| 1971  | 1976  | 1981  | 1986  | 1991  | 1996  | 2001  |
| ----- | ----- | ----- | ----- | ----- | ----- | ----- |
| 2 847 | 2 869 | 2 573 | 2 588 | 3 195 | 3 340 | 3 280 |

## Éducation
Sainte-Geneviève abrite l'unique établissement d'enseignement supérieur francophone de l'Ouest-de-l'Île, soit le cégep Gérald-Godin, inauguré en 1999.

## Architecture
Côté architecture, l'église actuelle est à noter. La valeur architecturale de Sainte-Geneviève se retrouve au niveau de son organisation urbaine très particulière et surtout bien conservée depuis sa fondation.
Deux édifices ont été classés monuments patrimoniaux par le ministère de la Culture et des Communications du Québec :
- Maison D'Ailleboust-de-Manthet
- Maison Montpellier-dit-Beaulieu

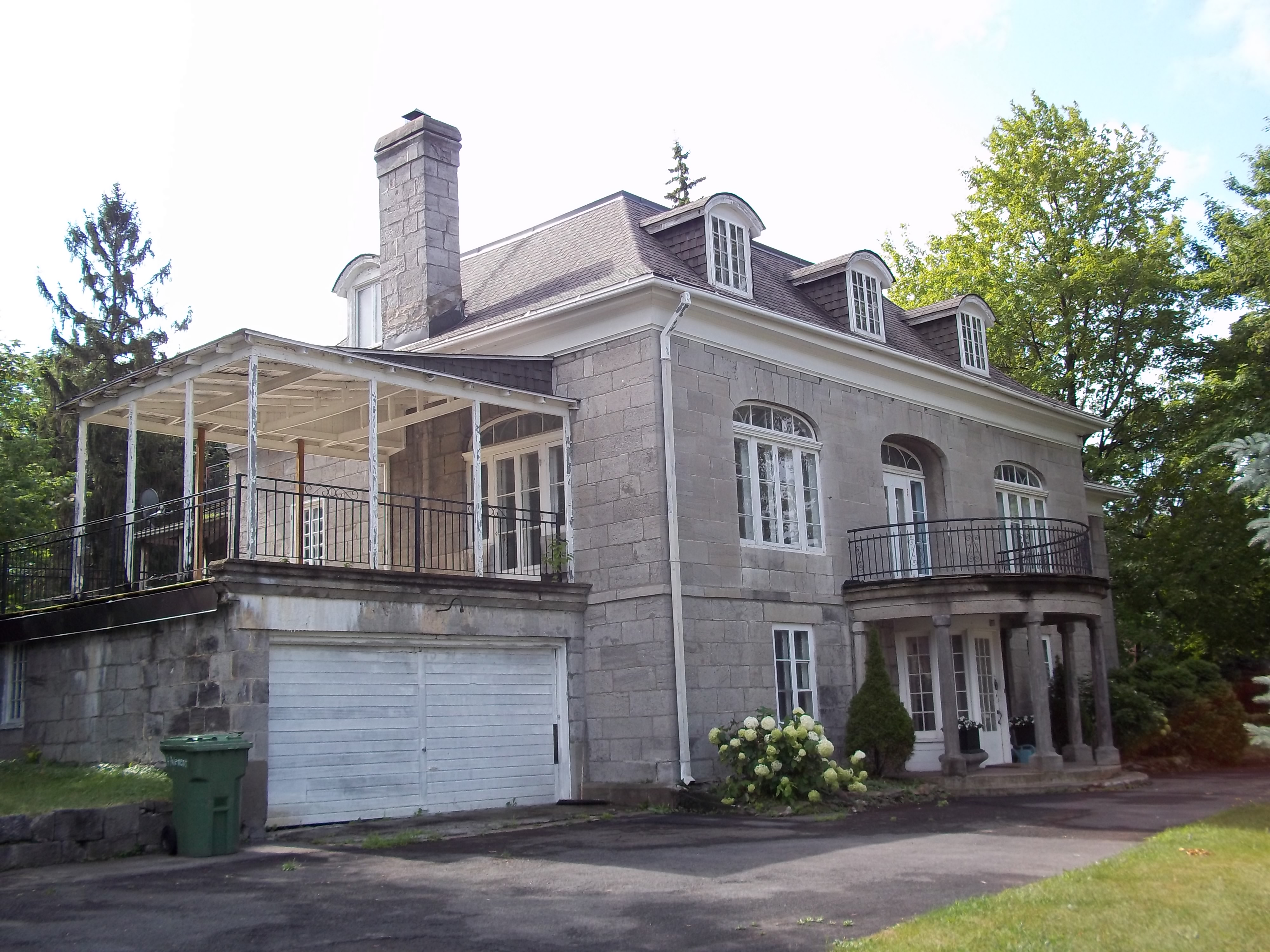
Maison D'Ailleboust-De Manthet.
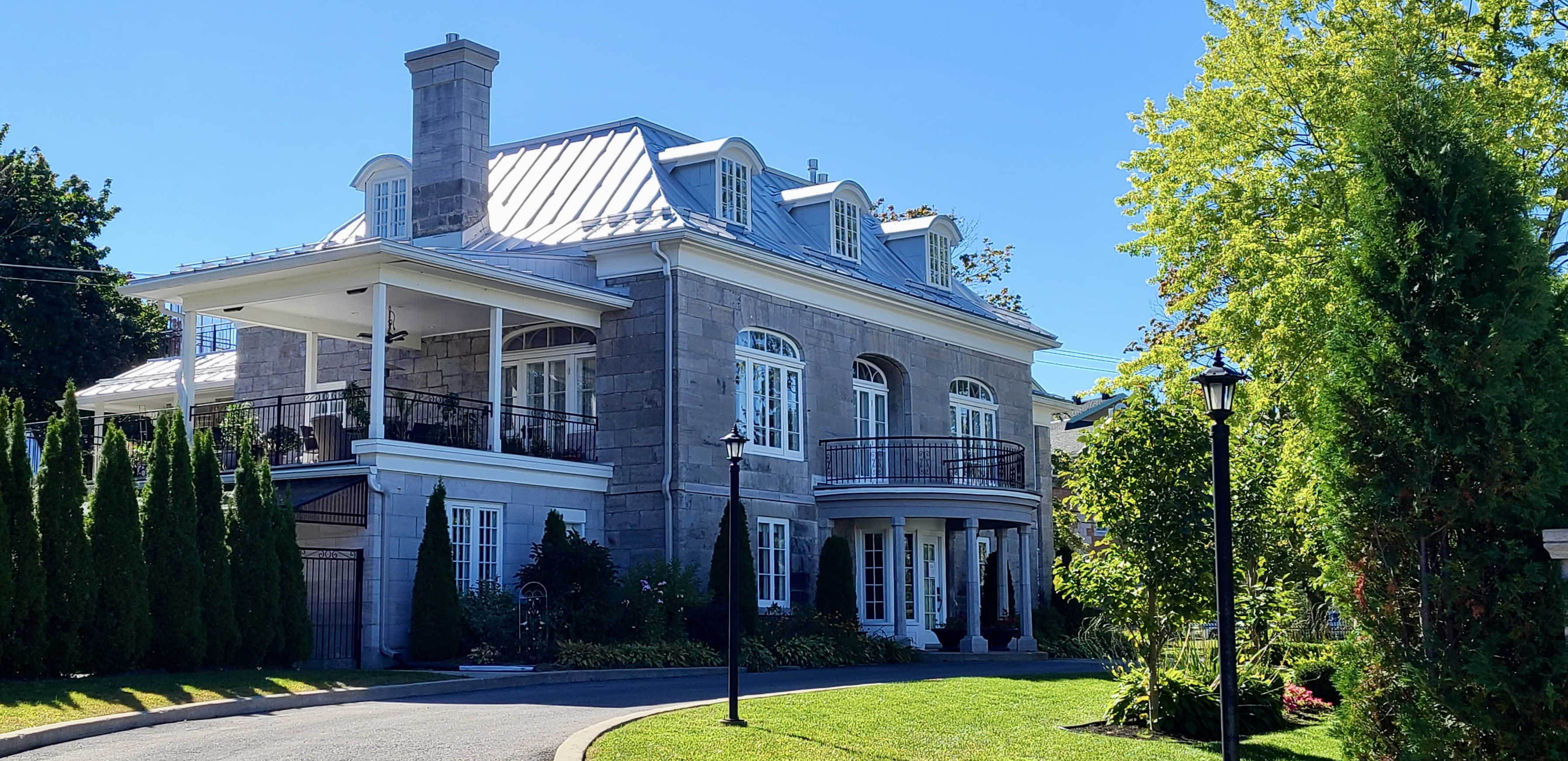
Maison D'Ailleboust-De Manthet en septembre 2021.